# Cydrela kenti
Cydrela kenti är en spindelart som beskrevs av Roger de Lessert 1933. Cydrela kenti ingår i släktet Cydrela och familjen Zodariidae.
Artens utbredningsområde är Angola. Inga underarter finns listade i Catalogue of Life.